# Levi Lincoln
Levi Lincoln, Sr., född 15 maj 1749 i Hingham, Massachusetts Bay-provinsen, död 14 april 1820 i Worcester, Massachusetts, var en amerikansk politiker (demokrat-republikan).
Lincoln utexaminerades från Harvard 1772. När slagen vid Lexington och Concord utkämpades 1775 i samband med den amerikanska revolutionen, anmälde Lincoln sig som frivillig.
Han var ledamot av USA:s representanthus 1800–1801 och USA:s justitieminister 1801–1805.
Han var viceguvernör i Massachusetts 1807-1809 och skötte själva guvernörsämbetet som ställföreträdande guvernör från december 1808 till maj 1809. Guvernören James Sullivan avled nämligen den 10 december. Lincoln valdes inte till guvernörsämbetet för en egen mandatperiod, något som sonen Levi Lincoln, Jr. lyckades åstadkomma efter faderns död. När även Enoch Lincoln blev guvernör i Maine samtidigt som Levi Lincoln, Jr. var guvernör i Massachusetts, blev Levi Lincolns söner det första brödraparet att vara guvernörer i två olika delstater samtidigt (något som bröderna Bigler, bröderna Rockefeller och bröderna Bush senare har varit).
Lincolns nuvarande gravplats är på Rural Cemetery i Worcester.